# 카보닐화
카보닐화(영어: carbonylation)는 유기 기질 및 무기 기질에 카보닐기(또는 일산화 탄소)를 도입하는 화학적 과정을 의미한다. 일산화 탄소는 풍부하게 이용 가능하고 편리하게 반응하기 때문에 공업화학에서 반응물로 널리 사용된다. 카보닐화라는 용어는 또한 단백질 곁사슬의 산화를 지칭하기도 한다.

## 유기화학
산업적으로 유용한 몇몇 유기 화합물은 고도로 선택적인 반응일 수 있는 카보닐화에 의해 제조된다. 카보닐화는 유기 카보닐, 즉 알데하이드, 카복실산, 에스터와 같은 카보닐기(C=O)를 포함하고 있는 화합물을 생성한다. 카보닐화는 하이드로폼일화 및 레페 화학(Reppe chemistry)을 비롯한 여러 유형의 반응들의 기초이다. 이러한 반응에는 일산화 탄소(CO)와 결합하고 활성화시키는 금속 촉매가 필요하다. 이러한 과정은 중간생성물로 전이 금속 아실 착물을 포함한다. 이 과정의 대부분은 발터 레페가 개발했다.

### 하이드로폼일화
하이드로폼일화는 일산화 탄소와 수소를 불포화 유기 화합물, 일반적으로 알켄에 첨가하는 것을 수반한다. 일반적인 생성물은 알데하이드이다.
RCH=CH2  +  H2  +  CO  →   RCH2CH2CHO
반응에는 일산화 탄소(CO)와 결합하여 중간생성물인 금속 카보닐을 형성하는 것을 돕는 금속 촉매가 필요하다. 많은 상업적 카복실산, 즉 프로피온산, 뷰티르산, 발레르산 등 뿐만 아니라 많은 상업적 알코올, 즉 프로판올, 뷰탄올, 아밀 알코올은 하이드로폼일화에 의해 생성된 알데하이드로부터 유도된다. 이러한 방식으로 하이드로폼일화는 알켄으로부터 산소화물로 전환되는 과정의 관문이다.

### 탈카보닐화
많은 유기 카보닐 화합물은 탈카보닐화를 겪는다. 일반적인 변형은 보통 금속 착물에 의해 촉매되는 알데하이드의 알케인으로의 전환을 포함한다.
RCHO   →   RH  + CO
활성이 높거나 범위가 넓은 촉매는 거의 없다.

### 아세트산 및 아세트산 무수물
카보닐화의 대규모 적용은 메탄올을 아세트산으로 전환시키는 몬산토 공정 및 카티바 공정이다. 또 다른 주요 산업 공정에서 아세트산 무수물은 관련된 아세트산 메틸의 카보닐화에 의해 제조된다.

### 산화적 카보닐화
탄산 다이메틸 및 옥살산 다이메틸은 일산화 탄소와 산화제를 사용하여 산업적으로 생산되며, 사실상 CO2+의 공급원이다.
2 CH3OH  +  1/2 O2  +  CO  →  (CH3O)2CO  +  H2O
메탄올의 산화적 카보닐화는 과도 카보닐 착물을 형성하는 구리(I) 염에 의해 촉매된다. 알켄의 산화적 카보닐화에는 팔라듐 착물이 사용된다.

### 하이드로카복실화 및 하이드로에스터화
하이드로카복실화(영어: hydrocarboxylation)에서 알켄과 알카인은 기질이다. 이 방법은 다음과 같이 니켈 카보닐을 촉매로 사용하여 에틸렌으로부터 프로피온산을 생산하기 위해 산업적으로 사용된다.
RCH=CH2  +  H2O  +  CO    →   RCH2CH2CO2H
이부프로펜의 산업적 합성에서 벤질 알코올은 다음과 같이 팔라듐 촉매 카보닐화를 통해 상응하는 아릴아세트산으로 전환된다.
ArCH(CH3)OH  +  CO   →   ArCH(CH3)CO2H
아크릴산은 한때 주로 아세틸렌의 하이드로카복실화를 통해 제조되었다.
|  |

그러나 오늘날 아크릴산 제조에 대한 선호되는 경로는 저렴한 비용과 알릴 C-H 결합의 높은 반응성을 이용하는 프로펜의 산화를 수반한다.
하이드로에스터화는 하이드로카복실화와 유사하지만 물 대신 알코올을 사용한다. 이 반응은 다음과 같이 에틸렌으로부터 프로피온산 메틸을 생산하는 데 사용된다.
C2H4  +  CO  +  MeOH   →  CH3CH2CO2Me
이 과정은 헤르만 촉매인 Pd[C6H4(CH2PBu-t)2]2에 의해 촉매된다. 유사한 조건에서 다른 팔라듐-다이포스핀은 폴리에틸렌케톤의 형성을 촉매한다.

### 기타 반응
코흐 반응은 금속 촉매에 의존하지 않는 하이드로카복실화 반응의 특별한 경우이다. 대신 이 과정은 황산이나 인산과 삼플루오린화 붕소의 조합과 같은 강산에 의해 촉매된다. 이 반응은 단순 알켄에는 덜 적용된다. 글리콜산의 산업적 합성은 다음과 같은 방식으로 이루어진다.
CH2O  +  CO  + H2O  →  HOCH2CO2H
아이소뷰틸렌의 피발산으로의 전환은 다음과 같다.
Me2C=CH2  +  H2O  +  CO    →   Me3CCO2H
알킬, 벤질, 비닐, 아릴 및 알릴 할라이드는 또한 일산화 탄소 및 망가니즈, 철 또는 니켈 분말과 같은 적합한 촉매의 존재 하에 카보닐화될 수 있다.

## 무기화학에서의 카보닐화
화학식 M(CO)xLy (M = 금속, L = 기타 리간드)을 갖는 화합물인 금속 카보닐은 전이 금속의 카보닐화에 의해 제조된다. 철과 니켈 분말은 CO와 직접적으로 반응하여 각각 Fe(CO)5와 Ni(CO)4를 생성한다. 대부분의 다른 금속은 산화물이나 할로젠화물과 같이 덜 직접적으로 카보닐을 형성한다. 금속 카보닐은 위에서 논의 한 하이드로폼일화 및 레페 공정에서 촉매로 널리 사용된다. CO 리간드를 포함하는 무기 화합물은 또한 종종 광화학 반응을 통해 탈카보닐화를 겪을 수 있다.

## 같이 보기
- 카보닐기
- 탈카보닐화
- 카복실화